# KET
KET (Key English Test) je zkouška, která potvrzuje základní znalost angličtiny tj. využití angličtiny ke komunikace v základních životních situací. Zkouška je na úrovni A2 podle Společného evropského referenčního rámce pro jazyky.

## Obsah zkoušky
Zkouška KET se skládá ze tří částí (tzv. Papers):
- Čtení a psaní (Reading and Writing) – V této části zkoušky se hodnotí schopnost číst a porozumět textům ze zdrojů jako jsou informační cedule, brožury, noviny nebo časopisy. Kandidát měl by být schopný porozumět hlavnímu smyslu textu a poradit si s neznámými slovy a gramatickými strukturami. Ve "psací části" kandidát má doplnit mezery v jednoduchých větách pomocí jednoho slova a dále píše 2 krátké texty. První text (většinou je to e-mail nebo poznámka) píše v rozsahu 25 a více slov. Druhý text (většinou příběh podle zadaných tří obrázků) píše v rozsahu 35 a více slov.

- Poslech (Listening) – V této části zkoušky je hodnoceno porozumění oznámení nebo hlavní myšlence nahraných materiálů, jako jsou např. inzeráty, monology nebo dialogy s tématem každodenního života. Všechny výpovědi jsou nahrány v mírném tempu.
- Mluvený projev (Speaking) – V této části zkoušky se hodnotí schopnost používání angličtiny v interakci se zkoušejícím a druhým kandidátem (ústní část kandidáti většinou skládají ve dvojicích popřípadě ve trojicích). Každý z kandidátů by měl být schopen klást jednoduché otázky týkající se jeho života a odpovědět na ně, vyjádřit, co má a nemá rád atd.

## Kritéria úspěšnosti
Pro úspěšné absolvování zkoušky je nutné ji složit na minimálně necelých 67 %, kdy 50 % z celkové úspěšnosti tvoří reading and Writting. Poslech a speaking tvoří každá 25 %.
| Cambridžská anglická stupnice | Známka    | SERR      |
| ----------------------------- | --------- | --------- |
| 150–140                       | A         | B1        |
| 139–133                       | B         | A2        |
| 132–120                       | C         | A2        |
| 100–119                       | úroveň A1 | úroveň A1 |
| 99–0                          | neprošel  | neprošel  |

## KET for Schools
KET for Schools | Cambridge English: Key for schools První krok pro žáky od 11 do 14 let, kteří chtějí postoupit k vyšším úrovním. KET je určen začátečníkům, kteří chtějí získat základní znalost angličtiny. Zkoušku lze složit po cca 180-200 hodinách výuky. Rozdíl mezi zkouškou KET for Schools a zkouškou KET je v obsahu a zpracování témat, která jsou zacílena a přizpůsobena zájmům a zkušenostem žáků základních škol.

## Přípravné materiály
Učebnice pro přípravu ke zkouškám:
- Objective KET (CUP)
- Common Mistakes at KET (CUP)
- Cambridge Key English Test Extra (CUP)
- Cambridge Key English Test 1-4 (Past Papers) (CUP)
- KET Practice Tests (OUP)
- KET Practice Tests Plus revised Edition (Pearson Longman)
- KET Testbuilder (Macmillan)
- Activate! A2 (for KET for schools), Pearson Longman